# 哈伯特蘭丁 (密西西比州)
哈伯特蘭丁（英語：Harbert Landing）是位於美國密西西比州蒂尼卡縣的鬼鎮。

## 地理
哈伯特蘭丁所處的海拔為高於海平面51米（即167英呎），而該地所採用的時區為UTC-6，即北美中部時區（CST）。同時該地設有夏令時間，為UTC-6調快一小時，即UTC-5（CDT）。